# Ananta (infinito)

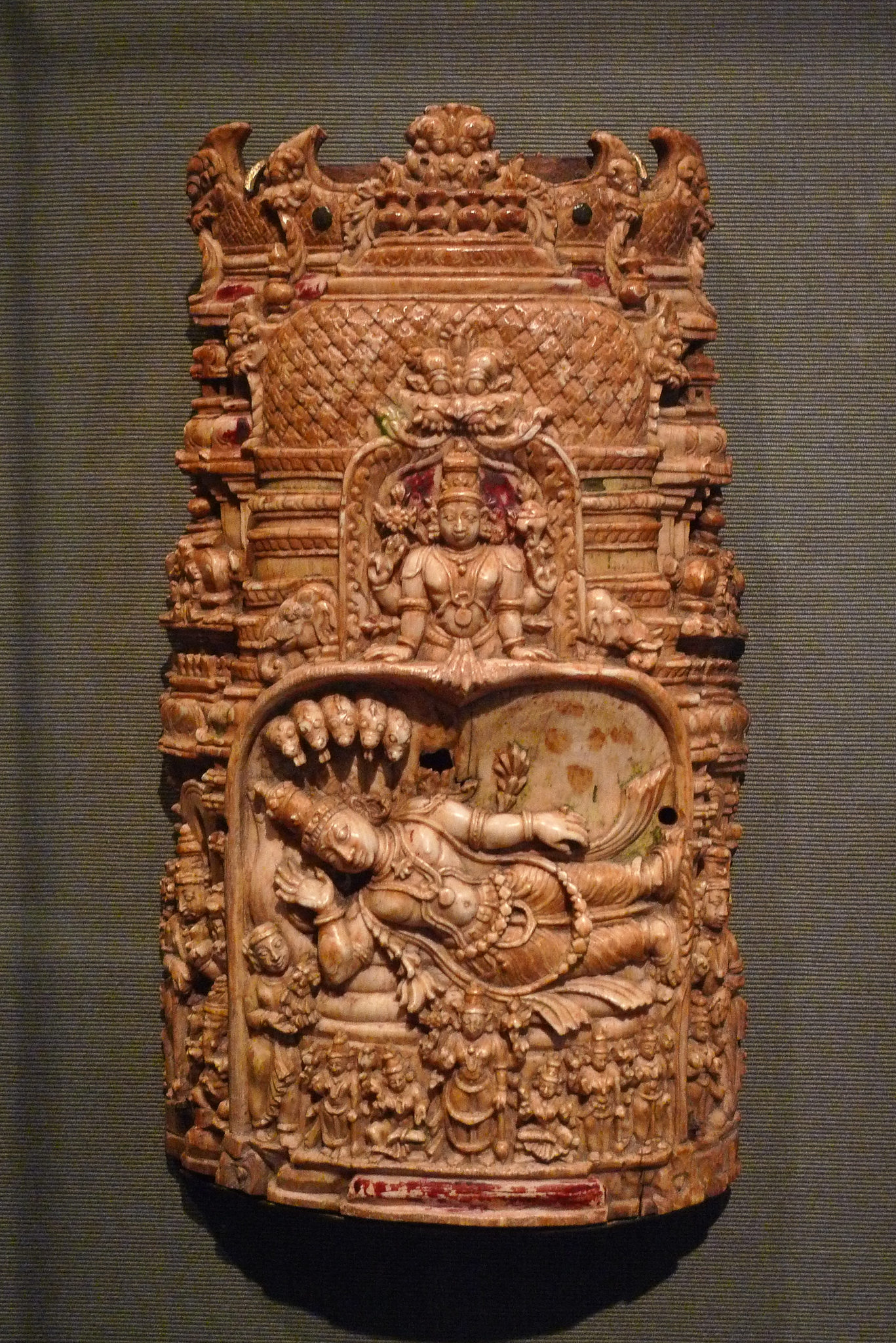
Rappresentazione di Visnù, il principale portatore dell'epiteto

Ananta (sanscrito: अनन्त , lett. "Senza fine") è un termine sanscrito e principalmente un epiteto di Visnù.
Ananta è anche il nome di Shesha, il serpente celeste, sul quale Visnù si adagia nell'oceano cosmico.
Nel Mahabharata, Ananta, o Shesha, è il figlio di Kashyapa, uno dei Prajapati, attraverso Kadrū come suo figlio maggiore. Kadrū aveva chiesto ai suoi figli di rimanere sospesi tra i peli della coda di Uchchaihshravas che, rifiutandosi di farlo, furono maledetti a morire dal serpente-Yajña di Janamejaya. Ananta fu salvato da Brahma che gli ordinò di andare negli inferi e sostenere il mondo sui suoi cappucci, e così divenne il re dei Naga a Patala. Per grazia di Ananta, Garga (il Vecchio) riuscì a padroneggiare le scienze dell'astronomia e della causalità.

## Yoga
Secondo la scuola di yoga, Ananta è il serpente dell'infinito che ha origliato l'insegnamento segreto impartito alla dea Parvati dal dio Shiva; l'insegnamento segreto era lo Yoga. Dopo essere stato catturato, Ananta fu condannato da Shiva ad impartire  quell'insegnamento agli esseri umani, per il quale scopo Ananta assunse la forma umana e fu chiamato Patanjali.  Nei suoi Yoga Sutra, Patanjali sottolinea l'uso del respiro per raggiungere la perfezione nella postura che comporta stabilità e conforto, facendo uno sforzo, lo sforzo inteso è lo sforzo della respirazione. Lo sforzo della respirazione è stato evidenziato dal termine Ananta nel Sutra 2.47. Ananta era chiamato Patanjali perché desiderava insegnare lo Yoga agli esseri umani, scese dal cielo sulla terra atterrando nel palmo di una donna virtuosa di nome Gonika.